# North Judson
North Judson é uma cidade  localizada no estado americano de Indiana, no Condado de Starke.

## Demografia
Segundo o censo americano de 2000, a sua população era de 1675 habitantes.
Em 2006, foi estimada uma população de 1868, um aumento de 193 (11.5%).

## Geografia
De acordo com o United States Census Bureau tem uma área de
2,4 km², dos quais 2,4 km² cobertos por terra e 0,0 km² cobertos por água. North Judson localiza-se a aproximadamente 217 m acima do nível do mar.

## Localidades na vizinhança
O diagrama seguinte representa as localidades num raio de 20 km ao redor de North Judson.